# Кинг, Эрик
Эрик Кинг (англ. Erik King) — американский актёр. Наиболее известен по одной из главных ролей в первых двух сезонах сериала «Декстер», главной роли в сериале «Клан вампиров» и по второстепенной роли в фильме «Сокровище нации».

## Биография
Эрик Кинг родился 21 апреля,1969 года в городе Вашингтон, округ Колумбия, США. Отец Эрика был полицейским. Окончил колледж Морхаус в Атланте, штат Джорджия. Дебютировал в кино в 1989 году, в фильме «Военные потери». В 2006 году получил роль сержанта Доакса в сериале «Декстер». В 2007 году Кинг стал реже появляться на экране. Спустя три года получил короткую роль в одном из эпизодов сериала «Чёрная метка».

## Награды и номинации
2008 год — Премия «Сатурн» лучшему телеактёру второго плана за роль сержанта Джеймса Доакса в телесериале Декстер.

## Фильмография
| Год       |   | Русское название           | Оригинальное название                      | Роль                                         |
| --------- | - | -------------------------- | ------------------------------------------ | -------------------------------------------- |
| 1989      | ф | Военные потери             | Casualties of War                          | Браун                                        |
| 1990      | ф | Человек-кадиллак           | Cadillac Man                               | Дэйви                                        |
| 1990      | с | Закон и порядок            | Law & Order                                | Дориан Форд (1 сезон, 8 серия)               |
| 1995      | с | Мэтлок                     | Matlock                                    | Рон Джаффе (9 сезон, 14 серия)               |
| 1996      | с | Клан вампиров              | Kindred: The Embraced                      | Сонни Туссен (8 эпизодов)                    |
| 1996      | с | Полиция Нью-Йорка          | NYPD Blue                                  | Билли Стаббс (3 сезон, 19 серия)             |
| 1997      | ф | Гори, Голливуд, гори       | An Alan Smithee Film: Burn Hollywood Burn  | Вэйн Джексон                                 |
| 1998      | ф | Отчаянные меры             | Desperate Measures                         | Нейт Оливер                                  |
| 1999      | ф | Атомный поезд              | Atomic Train                               | Бо Рэндалл                                   |
| 2000      | ф | Женские тайны              | Things You Can Tell Just by Looking at Her | полицейский                                  |
| 2000—2001 | с | Тюрьма Оз                  | Oz                                         | Мозес Дейелл (4 сезон, 1-8, 11, 13-14 серии) |
| 2004      | с | Малкольм в центре внимания | Malcolm in the Middle                      | агент Стоун (5 сезон, 21 серия)              |
| 2005      | ф | Сокровище нации            | National Treasure                          | агент Коулфакс                               |
| 2006      | ф | Принцесса льда             | Ice Princess                               | Чип Хэйли                                    |
| 2006—2007 | с | Декстер                    | Dexter                                     | сержант Джеймс Доакс (1-2 сезон)             |